# La Divina Providencia, Veracruz
La Divina Providencia är en ort i Mexiko.   Den ligger i kommunen Comapa och delstaten Veracruz, i den sydöstra delen av landet, 240 km öster om huvudstaden Mexico City. La Divina Providencia ligger 976 meter över havet och antalet invånare är 158.
Terrängen runt La Divina Providencia är huvudsakligen kuperad, men den allra närmaste omgivningen är platt. Terrängen runt La Divina Providencia sluttar brant österut. Runt La Divina Providencia är det ganska tätbefolkat, med 248 invånare per kvadratkilometer. Närmaste större samhälle är Huatusco de Chicuellar, 11,7 km väster om La Divina Providencia. I omgivningarna runt La Divina Providencia växer i huvudsak städsegrön lövskog.